# 五十嵐利治
五十嵐 利治（いがらし としはる、1981年 - ）は、東京都出身の陸上競技指導者。正則学園高等学校、亜細亜大学卒業。現在は拓殖大学監督。

## 経歴
正則学園高等学校、亜細亜大学卒業。
大学卒業後は母校の正則学園高校、九電工、佐倉アスリート倶楽部でコーチを務め、2016年からは拓殖大学陸上競技部の女子コーチに就任。2019年からは監督に就任。